# فلويد مايويذر ضد كونور ماكغريغور
فلويد مايويذر جونيور ضد كونر ماكغريغور والذي عُرف بـ نزال المليار دولار أو أكبر نزال في تاريخ رياضة الملاكمة هي مباراة ملاكمة جمعت بين الملاكم الأمريكي فلويد مايويذر جونيور والذي حقق 49 انتصار في مسيرته دون أي هزيمة ومحترف الفنون القتالية كونر ماكغريغور الذي حقق 21 انتصار مقابل 3 هزائم.
جرت المباراة بتاريخ 26 أغسطس 2017 في القاعة الرياضية تي-موبايل أرينا والمتواجدة بباراديس في لاس فيغاس.

## الفوز
بعد عشر جولات كاملة، أعلن حكم المباراة عن فوز الملاكم الأمريكي فلويد وذلك بعد سلسلة ضربات متتالية تلقاها محترف الفنون القتالية المختلطة الايرلندي والتي جعلته يترنح في كثير من الأحيان، هذا وتجدر الإشارة إلى أن هذا الأخير كان مسيطرا طوال الجولات الخمس الأولى وذلك راجع لنهج مايويذر التي يعتمد في البداية على أسلوب دفاعي من أجل إضعاف الخصم وإنهاكه ثم يعمل على مهاجمته في اللحظات الأخيرة محاولا بذلك إسقاطه بالضربة القاضية.

## أرقام قياسية
تمكن الملاكم الأمريكي فلويد بعد فوزه المثير على نظيره الإيرلندي ماكغريغور من تحطيم الرقم القياسي السابق والمسجل في اسم أسطورة الوزن الثقيل روكي مارسيانو الذي فاز في 49 مباراة دون أي تعادل أو خسارة.

## المنافسان

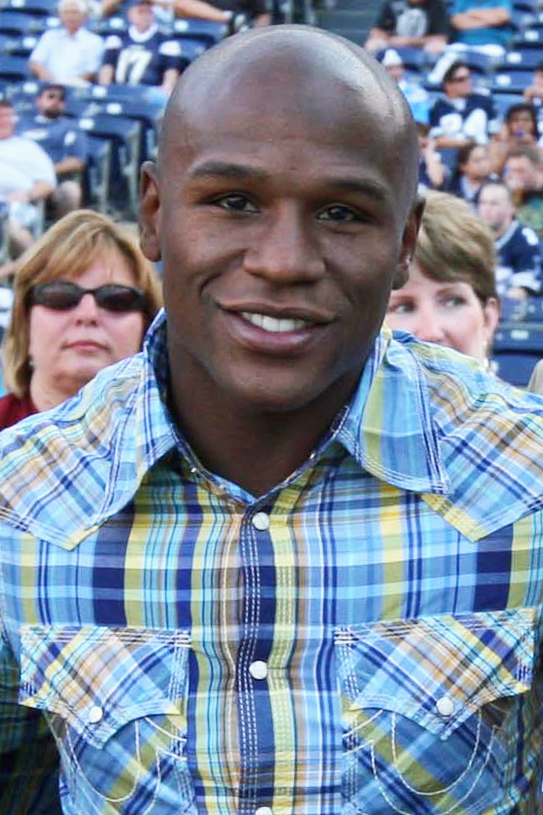
فلويد مايويذر جونيور في أغسطس 2010
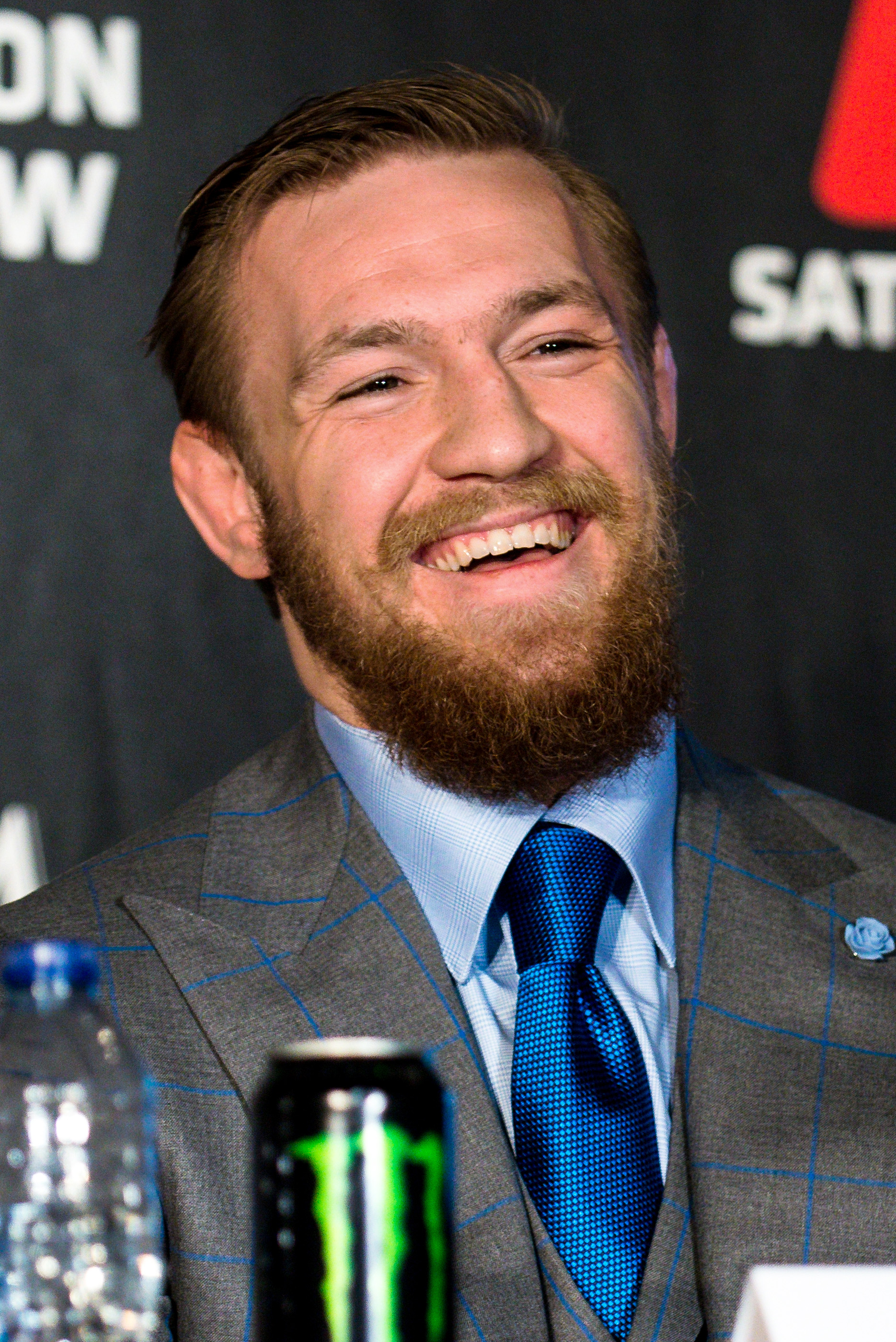
كونر ماكغريغور في مارس 2015